# 沃斯利山
沃斯利山（英語：Mount Worsley），是南極洲的山峰，位於南喬治亞島，處於布里格斯冰川西岸，海拔高度1,105米，由英國南極名稱諮詢委員會命名，現時由英國海外領土管轄。